# Кубок мира по велоболу UCI 2012
 11-й Кубок мира по велоболу (UCI Worldcup) — серия международных турниров по велоболу, между лучшими клубными велосипедными командами, состоящих из 8 этапов (однодневные турниры), которые начнутся 21 апреля 2012 года в австрийском Швехате. По итогам данных соревнований отбирается 8 лучших команд и плюс 2 команды по приглашению организаторов, которые 8 декабря 2012 года в финальном турнире в немецком городе Зангерхаузен определят обладателя Кубка Мира по велоболу 2012 года.

## Расписание турниров
1 этап  Швехат (21 апреля 2012 года)
2 этап  Вендлинген-на-Неккаре (12 мая 2012 года)
3 этап  Дорлишем (9 июня 2012 года)
4 этап  Муар (25 августа 2012 года)
5 этап  Альтдорф (1 сентября 2012 года)
6 этап  Офтринген (22 сентября 2012 года)
7 этап  Санкт-Галлен (20 октября 2012 года)
8 этап  Хёкст (17 ноября 2011 года)
ФИНАЛ  Зангерхаузен (8 декабря 2012 года)